# سد جوره خان
 سد جوره خان  یکی از سدهای در حال بهره برداری استان زنجان است.